# Heart Throbs
Ne pas confondre avec en:Heart Throbs, un romance comics.
Pour plus de détails, voir Fiche technique et Distribution.
Heart Throbs est un film muet américain réalisé par Burton L. King et sorti en 1913.

## Fiche technique
- Titre : Heart Throbs
- Réalisation : Burton L. King
- Scénario :
- Producteur : Thomas H. Ince
- Société de production : Broncho Film Company
- Société de distribution : Mutual Film
- Pays de production :  États-Unis
- Langue : Anglais
- Métrage : 600 m
- Format : Noir et blanc — 35 mm — 1,33:1 — Muet
- Genre : Film dramatique
- Durée : 22 minutes
- Date de sortie : 
  - États-Unis : 16 juillet 1913

## Distribution
- Hazel Buckham : Mary Bates, la mère
- Gayne Whitman : John Acres
- Thelma Salter : l'enfant de Mary